# Irbe (Fluss)
Die Irbe (livisch Īra) ist ein Fluss im Nordwesten Lettlands. Der Fluss hatte besondere Bedeutung für die hier lebenden Liven.

## Verlauf
Der Fluss entsteht aus dem Zusammenfluss von Rinda und Stende und fließt in flachem Gebiet mit geringer Strömung. Die Irbe mündet nahe dem Dorf Jaunciems in die Rigaer Bucht. Das Flussbett an der Mündung verläuft in einem zwei Kilometer langen Sandbett und verändert seine Lage von Jahr zu Jahr.
Das Gebiet ist ziemlich abgelegen und war zu Sowjet-Zeiten wegen militärischer Anlagen nicht öffentlich zugänglich. Nahe der Mündung befindet sich das Ventspils International Radio Astronomy Centre.

## Irbenstraße
Der Name Irbenstraße, die Meerenge zwischen Kurland und Saaremaa, ist vom Fluss abgeleitet.